# Mexistenasellus wilkensi
Mexistenasellus wilkensi är en kräftdjursart som beskrevs av Guy Magniez 1972. Mexistenasellus wilkensi ingår i släktet Mexistenasellus och familjen Stenasellidae. IUCN kategoriserar arten globalt som sårbar. Inga underarter finns listade i Catalogue of Life.